# Erhard Bodenschatz
Erhard Bodenschatz (* um 1576 in Lichtenberg; † 7. September 1636 in Groß-Osterhausen) war ein deutscher Pastor, Kantor und Komponist.

## Leben
Bodenschatz war von 1600 bis 1603 Kantor in Schulpforta und ab 1608 Pastor in Groß-Osterhausen/Querfurt.
Er komponierte zahlreiche Motetten. Sein bis heute bekanntestes Werk ist die von ihm herausgegebene Motettensammlung Florilegium Portense, übersetzt etwa „Schulpfortaer Blütenlese“. Sie enthält in zwei Teilen, erschienen in Leipzig 1618 und 1621, 365 Motetten von 58 Komponisten und gibt einen guten Einblick in das Kantorei-Repertoire im 17. Jahrhundert im thüringisch-sächsischen Raum.
Es ist bekannt, dass u. a. Bach diese Sammlung gekannt und verwendet hat, denn er hat als Thomaskantor für den Thomanerchor einige Exemplare des Werkes nachbestellt.
Bodenschatz starb in dem zum kursächsischen Amt Sittichenbach gehörigen Groß-Osterhausen.

## Werke
- Das schöne und geistreiche Magnificat der hochgelobten Jungfrawen Mariae (1599)
- Psalterium Davidis, Iuxta Translationem Veterem, una cum Canticis, Hymnis, & Orationibus Ecclesiasticis (1607)
- Harmoniae Angelicae Cantionum Ecclesiasticarum, Das ist Englische frewdenLieder und geistliche KirchenPsalmen D. Martini Lutheri und anderer frommen gottseligen Christen (1608)
- Bicinia XC selectiss., composita in usum scholasticae juventutis (1615)